# Villar del Cobo
Villar del Cobo  es un municipio y localidad española de la provincia de Teruel, en la comunidad autónoma de Aragón. El término municipal, ubicado en la comarca de la Sierra de Albarracín, tiene una población de 162 habitantes (INE 2024).

## Geografía

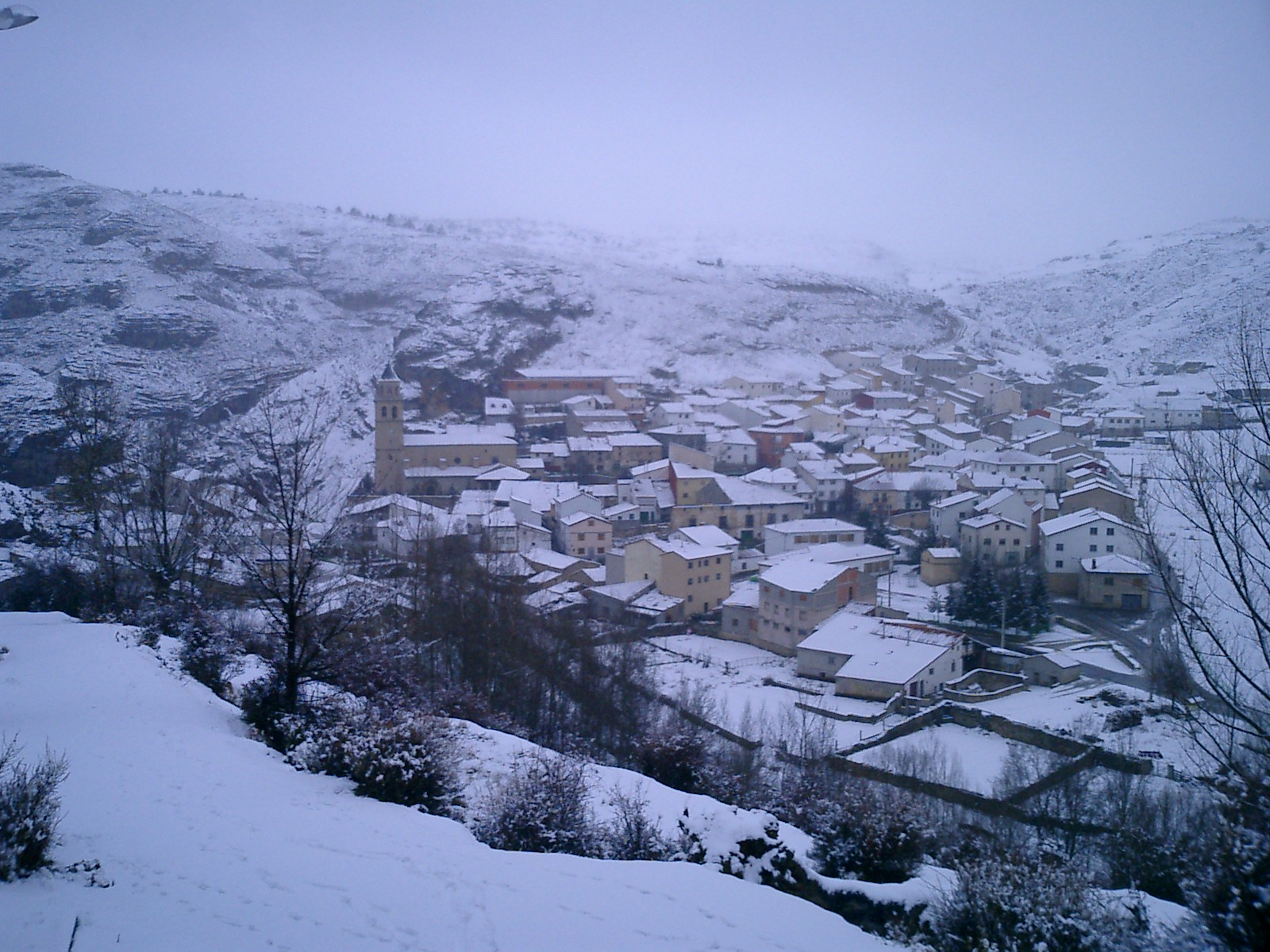
Vista de la localidad nevada

Está situado a 78 km de Teruel. Tiene una extensión de 54,13 km².

## Historia
El  21 de junio de 1257, por privilegio del rey Jaime I dado en Teruel, este lugar pasa a  formar parte de Sesma de Villar del Cobo, en la   Comunidad de Santa María de Albarracín, que dependían directamente del rey, perdurando este régimen administrativo siendo la única que ha permanecido viva tras la aplicación del Decreto de Disolución de las mismas, en 1837, teniendo su sede actual en Tramacastilla.
Hacia mediados del siglo XIX, el lugar tenía contabilizada una población de 440 habitantes. Aparece descrito en el decimosexto volumen del Diccionario geográfico-estadístico-histórico de España y sus posesiones de Ultramar de Pascual Madoz de la siguiente manera:

VILLAR DEL COBO: l. con ayunt. en la prov. de Teruel (9 leg.), part. jud. y dióc. de Albarracin (5), aud. terr. de Zaragoza (30), y c. g. de Aragon. sit. en lo mas encumbrado de la sierra de Albarracin, con clima muy frio y sujeto a inflamaciones y dolores de costado. Tiene 92 casas de mediana construccion, no así la del ayunt., cuya fachada es de piedra silleria con arcos muy bien labrados; una escuela de instruccion primaría concurrida por 36 niños; una fuente de cuyas aguas usan los vec.; igl. parr. (San Justo y Pastor) servida por un cura de entrada y de provision del diocesano ó del cabildo; una ermita y un cementerio bien situado. Confina el térm. por el N. con Noguera y sierra Universal; E. el pueblo anterior y Tramacastilla; S. Frias, y O. la precitada sierra; nacen en él los r. Cabriel, Guadalaviar ó Jucar é infinidad de manantiales de escelentes aguas. El terreno es poco productivo, pedragoso y de poca miga, con montes poblados de pinos, chaparros y algunos arbustos, varias deh. y prados naturales con muchos pastos. Los caminos son vecinales y medianos. El correo se recibe de la cab. del part. prod.: cebada, avena, yeros y algunas otras semillas; hay ganado lanar y vacuno y caza de conejos, perdices y venados. pobl.: 110 vec., 440 alm. riqueza imp.: 124,482 rs. El presupuesto municipal asciende á 11,000 rs., lo que se cubre con el producto de propios y el déficit por reparto vecinal.
(Madoz, 1850, p. 245)

## Demografía
Villar del Cobo cuenta con una población de 162 habitantes (INE 2024).
| Gráfica de evolución demográfica de Villar del Cobo entre 1842 y 2021                                               |
| |
| Población de derecho según los censos de población del INE Población de hecho según los censos de población del INE |

## Administración y política
| Período   | Alcalde                   | Partido | Partido |
| --------- | ------------------------- | ------- | ------- |
| 1979-1983 | Valeriano Valero García   | PSOE    |         |
| 1983-1987 |                           |         |         |
| 1987-1991 |                           |         |         |
| 1991-1995 |                           |         |         |
| 1995-1999 |                           |         |         |
| 1999-2003 | Manuel Lahoz González     | PAR     |         |
| 2003-2007 | Manuel Lahoz González     | PAR     |         |
| 2007-2011 | Francisco Pérez Valero    | PSOE    |         |
| 2011-2015 | Francisco Pérez Valero    | PSOE    |         |
| 2015-2019 | José Miguel Aspas Cutanda | PP      |         |
| 2019-2023 | José Miguel Aspas Cutanda | PP      |         |
| 2023-2027 | José Miguel Aspas Cutanda | PP      |         |

| Partido político    | Partido político                                   | 2003   | 2007   | 2011   | 2015   | 2019   |
| Partido político    | Partido político                                   | Ediles | Ediles | Ediles | Ediles | Ediles |
|                     | Partido Popular de Aragón (PP)                     | 1      | 1      | 1      | 2      | 2      |
|                     | Partido Aragonés (PAR)                             | 3      | 1      | 0      | 2      | 2      |
|                     | Partido de los Socialistas de Aragón (PSOE-Aragón) | 1      | 3      | 4      | 1      | 0      |
|                     | Chunta Aragonesista (CHA)                          | 0      | 0      | 0      | 1      | 0      |
|                     | Izquierda Unida (IU)                               | 0      | 0      | —      | —      | —      |
| Total de concejales | Total de concejales                                | 5      | 5      | 5      | 5      | 5      |

## Patrimonio
En la localidad se encuentra la iglesia de los Santos Justo y Pastor.